# Phare de Punta Brava (Venezuela)
Le phare de Punta Brava est un phare actif situé sur la station hydrographique  de Puerto Cabello, dans l'État de Carabobo au Venezuela.
Le phare appartient à la marine vénézuélienne et il est géré par l'Oficina Coordinadora de Hidrografía y Navegación (Ochina).

## Histoire
C'est le plus ancien phare  du Vénézuéla. Le premier phare a été détruit par un incendie en octobre 1892 et il a été remplacé par une lumière sur un mât jusqu'à la construction du nouveau phare. La tour à claire-voie au sommet du bâtiment a été remplacée plusieurs fois et ses hauteurs ont été variables ainsi que leur plan focal.
En 2005, la Marine vénézuélienne a établi sa station de recherche hydrographique dans un bâtiment moderne situé au pied du phare. Situé sur un promontoire juste au nord du port de Puerto Cabello, Le site et la tour sont fermés (installation navale).

## Description
Ce phare est une tour quadrangulaire en béton de 4 étages surmontée d'une tourelle métallique à claire-voie, avec une galerie et lanterne de 35 m de haut. Le phare est peint de bandes rouges et blanches horizontales. Il émet, à une hauteur focale de 37 m, un long éclat blanc d'une seconde par période de 10 secondes. Sa portée est de 20 milles nautiques (environ 37 km).
Il porte un radar Racon émettant la lettre V.
Identifiant : ARLHS : VEN-027 - Amirauté : J6448 - NGA : 16964 .

## Caractéristique dufeu maritime
Fréquence : 10 secondes (W)
- Lumière : 1 seconde
- Obscurité : 9 secondes

### Lien connexe
- Liste des phares du Vénézuela